# 2019 NBA Draft
2019 NBA Draft odbył się 20 czerwca 2019 w Brooklynie, w hali Barclays Center o 19 czasu lokalnego. W Stanach Zjednoczonych był transmitowany przez stację ESPN. W tym roku zmieniono zasady dotyczące loterii draftu. Dotychczas zdecydowanie największe szanse miała najsłabsza drużyna sezonu zasadniczego pod względem bilansu w rozgrywkach. Teraz wyrównano je w przypadku trzech najsłabszych ekip. New Orleans Pelicans wylosował w loterii numer 1, mając na to zaledwie 6% szans. Zgodnie z przewidywaniami, Pelicans dołączyli do składu – Ziona Williamsona.

## Draft
| PG    | Rozgrywający                        |
| SG    | Rzucający obrońca                   |
| SF    | Niski skrzydłowy                    |
| PF    | Silny skrzydłowy                    |
| C     | Środkowy                            |
| (Fr.) | freshman - zawodnik pierwszego roku |
| (So.) | sophomore - zawodnik drugiego roku  |
| (Jr.) | junior - zawodnik trzeciego roku    |
| (Sr.) | senior - zawodnik ostatniego roku   |

| * | Zawodnicy, którzy zostali wybrani do All-Star Game i All-NBA Team |
| + | Zawodnicy, którzy zostali wybrani do All-Star Game                |
| x | Zawodnicy, którzy zostali wybrani do All-NBA Team                 |

### Pierwsza runda
| Wybór | Zawodnik                 | Pozycja | Narodowość        | Drużyna                                                                    | Uczelnia / poprzedni klub     |
| ----- | ------------------------ | ------- | ----------------- | -------------------------------------------------------------------------- | ----------------------------- |
| 1     | Zion Williamson          | PF      | Stany Zjednoczone | New Orleans Pelicans                                                       | Duke (Fr.)                    |
| 2     | Ja Morant                | PG      | Stany Zjednoczone | Memphis Grizzlies                                                          | Murray State (So.)            |
| 3     | R.J. Barrett             | SG/SF   | Kanada            | New York Knicks                                                            | Duke (Fr.)                    |
| 4     | De’Andre Hunter          | SF      | Stany Zjednoczone | Los Angeles Lakers (wymieniony do Atlanta przez New Orlean)                | Virginia (So.)                |
| 5     | Darius Garland           | PG      | Stany Zjednoczone | Cleveland Cavaliers                                                        | Vanderbilt (Fr.)              |
| 6     | Jarrett Culver           | SG      | Stany Zjednoczone | Phoenix Suns (wymieniony do Minnesota)                                     | Texas Tech (So.)              |
| 7     | Coby White               | PG      | Stany Zjednoczone | Chicago Bulls                                                              | North Carolina (Fr.)          |
| 8     | Jaxson Hayes             | C       | Stany Zjednoczone | Atlanta Hawks (wymieniony do New Orlean)                                   | Texas (Fr.)                   |
| 9     | Rui Hachimura            | PF      | Japonia           | Washington Wizards                                                         | Gonzaga (Jr.)                 |
| 10    | Cam Reddish              | SF      | Stany Zjednoczone | Atlanta Hawks (od Dallas)                                                  | Duke (Fr.)                    |
| 11    | Cameron Johnson          | SG      | Stany Zjednoczone | Minnesota Timberwolves (wymieniony do Phoenix)                             | North Carolina (Sr.)          |
| 12    | P.J. Washington          | PF      | Stany Zjednoczone | Charlotte Hornets                                                          | Kentucky (So.)                |
| 13    | Tyler Herro              | SG      | Stany Zjednoczone | Miami Heat                                                                 | Kentucky (Fr.)                |
| 14    | Romeo Langford           | SG      | Stany Zjednoczone | Boston Celtics (od Sacramento przez Philadelphia)                          | Indiana (Fr.)                 |
| 15    | Sekou Doumbouya          | PF      | Francja           | Detroit Pistons                                                            | CSP Limoges (Francja)         |
| 16    | Chuma Okeke              | PF      | Stany Zjednoczone | Orlando Magic                                                              | Auburn (So.)                  |
| 17    | Nickeil Alexander-Walker | SG      | Kanada            | Brooklyn Nets (wymieniony do New Orlean przez Atlanta)                     | Virginia Tech (So.)           |
| 18    | Goga Bitadze             | C       | Gruzja            | Indiana Pacers                                                             | Mega Bemax (Serbia)           |
| 19    | Luka Šamanić             | PF      | Chorwacja         | San Antonio Spurs                                                          | Olimpija Ljubljana (Słowenia) |
| 20    | Matisse Thybulle         | SF      | Stany Zjednoczone | Boston Celtics (od L.A. Clippers przez Memphis wymieniony do Philadelphia) | Washington (Sr.)              |
| 21    | Brandon Clarke           | PF      | Kanada            | Oklahoma City Thunder (wymieniony do Memphis)                              | Gonzaga (Jr.)                 |
| 22    | Grant Williams           | PF      | Stany Zjednoczone | Boston Celtics                                                             | Tennessee (Jr.)               |
| 23    | Darius Bazley            | SF      | Stany Zjednoczone | Utah Jazz (wymieniony do Oklahoma City przez Memphis)                      | Princeton HS (Sr.)            |
| 24    | Ty Jerome                | PG      | Stany Zjednoczone | Philadelphia 76ers (wymieniony do Phoenix przez Boston)                    | Virginia (Jr.)                |
| 25    | Nassir Little            | SF      | Stany Zjednoczone | Portland Trail Blazers                                                     | North Carolina (Fr.)          |
| 26    | Dylan Windler            | SF      | Stany Zjednoczone | Cleveland Cavaliers(od Houston)                                            | Belmont (Sr.)                 |
| 27    | Mfiondu Kabengele        | C       | Kanada            | Brooklyn Nets (od Denver, wymieniony do L.A. Clippers)                     | Florida State (So.)           |
| 28    | Jordan Poole             | SG      | Stany Zjednoczone | Golden State Warriors                                                      | Michigan (So.)                |
| 29    | Keldon Johnson           | SF      | Stany Zjednoczone | San Antonio Spurs (od Toronto)                                             | Kentucky (Fr.)                |
| 30    | Kevin Porter Jr.         | SG      | Stany Zjednoczone | Milwaukee Bucks (wymieniony do Cleveland przez Detroit)                    | USC (Fr.)                     |

### Druga runda
| Wybór | Zawodnik               | Pozycja | Narodowość                           | Drużyna                                                                                | Uczelnia / poprzedni klub      |
| ----- | ---------------------- | ------- | ------------------------------------ | -------------------------------------------------------------------------------------- | ------------------------------ |
| 31    | Nicolas Claxton        | PF      | Wyspy Dziewicze Stanów Zjednoczonych | Brooklyn Nets (od Nowego Jorku przez Filadelfie)                                       | Georgia (So.)                  |
| 32    | KZ Okpala              | SF      | Stany Zjednoczone                    | Phoenix Suns (sprzedany do Miami)                                                      | Stanford (So.)                 |
| 33    | Carsen Edwards         | PG      | Stany Zjednoczone                    | Philadelphia 76ers (od Cleveland przez Nowy Jork i Orlando sprzedany do Boston)        | Purdue (Jr.)                   |
| 34    | Bruno Fernando         | C       | Angola                               | Philadelphia 76ers (od Chicago przez LA Lakers sprzedany do Atlanty)                   | Maryland (So.)                 |
| 35    | Marcos Louzada Silva   | SF      | Brazylia                             | Atlanta Hawks (sprzedany do Nowego Orleanu)                                            | Sesi/Franca (Brazylia)         |
| 36    | Cody Martin            | SF      | Stany Zjednoczone                    | Charlotte Hornets (od Waszyngtonu przez Atlante, Denver i Orlando)                     | Nevada (Sr.)                   |
| 37    | Deividas Sirvydis      | SF      | Litwa                                | Dallas Mavericks (sprzedany do Detroit)                                                | Rytas Wilno (Litwa)            |
| 38    | Daniel Gafford         | C       | Stany Zjednoczone                    | Chicago Bulls (od Memphis)                                                             | Arkansas (So.)                 |
| 39    | Alen Smailagić         | C       | Serbia                               | New Orleans Pelicans (sprzedany do Golden State)                                       | Santa Cruz Warriors (G League) |
| 40    | Justin James           | SG      | Stany Zjednoczone                    | Sacramento Kings (od Minnesoty przez Cleveland i Portland)                             | Wyoming (Sr.)                  |
| 41    | Eric Paschall          | PF      | Stany Zjednoczone                    | Golden State Warriors (od LA Lakers przez Indianę, Cleveland i Atlante)                | Villanova (Sr.)                |
| 42    | Admiral Schofield      | SF      | Stany Zjednoczone                    | Philadelphia 76ers (od Sacramento przez Milwaukee i Brooklyn sprzedany do Waszyngtonu) | Tennessee (Sr.)                |
| 43    | Jaylen Nowell          | SG      | Stany Zjednoczone                    | Minnesota Timberwolves (od Miami przez Charlotte)                                      | Washington (So.)               |
| 44    | Bol Bol                | C       | Sudan                                | Miami Heat (od Charlotte przez Atlanta sprzedany do Denver)                            | Oregon (Fr.)                   |
| 45    | Isaiah Roby            | SF      | Stany Zjednoczone                    | Detroit Pistons (od Detroit przez Oklahoma City i Boston sprzedany do Dallas)          | Nebraska (Sr.)                 |
| 46    | Talen Horton-Tucker    | SG      | Stany Zjednoczone                    | Orlando Magic (od Brooklyn przez Charlotte i Memphis sprzedany do LA Lakers)           | Iowa State (Fr.)               |
| 47    | Ignas Brazdeikis       | SF      | Litwa                                | Sacramento Kings (od Orlando przez Nowy Jork sprzedany do Nowego Jorku)                | Michigan (Fr.)                 |
| 48    | Terance Mann           | SF      | Stany Zjednoczone                    | Los Angeles Clippers                                                                   | Florida State (Sr.)            |
| 49    | Quinndary Weatherspoon | SG      | Stany Zjednoczone                    | San Antonio Spurs                                                                      | Mississippi State (Sr.)        |
| 50    | Jarrell Brantley       | PF      | Stany Zjednoczone                    | Indiana Pacers (sprzedany do Utah)                                                     | Charleston (Sr.)               |
| 51    | Tremont Waters         | PG      | Stany Zjednoczone                    | Boston Celtics                                                                         | LSU (So.)                      |
| 52    | Jalen McDaniels        | PF      | Stany Zjednoczone                    | Charlotte Hornets (od Oklahoma City)                                                   | San Diego State (So.)          |
| 53    | Justin Wright-Foreman  | PG      | Stany Zjednoczone                    | Utah Jazz                                                                              | Hofstra (Sr.)                  |
| 54    | Marial Shayok          | SG      | Kanada                               | Philadelphia 76ers                                                                     | Iowa State (Sr.)               |
| 55    | Kyle Guy               | SG      | Stany Zjednoczone                    | New York Knicks (od Houston sprzedany do Sacramento)                                   | Virginia (Jr.)                 |
| 56    | Jaylen Hands           | PG      | Stany Zjednoczone                    | Los Angeles Clippers (od Portland przez Orlando i Detroit sprzedany do Brooklyn)       | UCLA (So.)                     |
| 57    | Jordan Bone            | PG      | Stany Zjednoczone                    | New Orleans Pelicans (od Denver przez Milwaukee)                                       | Tennessee (Jr.)                |
| 58    | Miye Oni               | SG      | Stany Zjednoczone                    | Golden State Warriors (sprzedany do Utah)                                              | Yale (Jr.)                     |
| 59    | Dewan Hernandez        | PF      | Stany Zjednoczone                    | Toronto Raptors                                                                        | Miami (Jr.)                    |
| 60    | Vanja Marinković       | SG      | Serbia                               | Sacramento Kings (od Milwaukee)                                                        | Partizan Belgrad (Serbia)      |

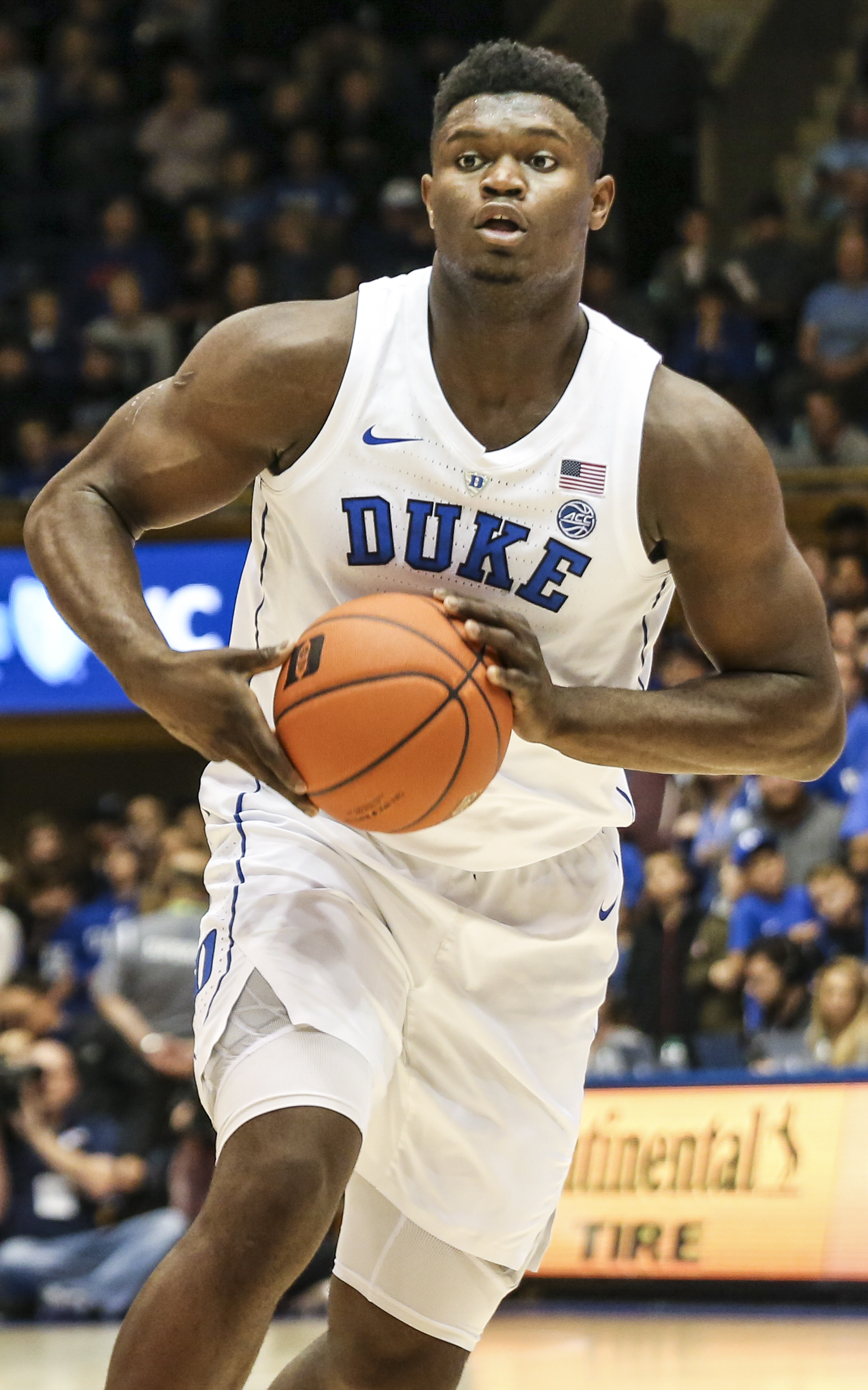
Zgodnie z oczekiwaniami Zion Williamson został wybrany przez New Orleans Pelicans z pierwszym numerem w drafcie.
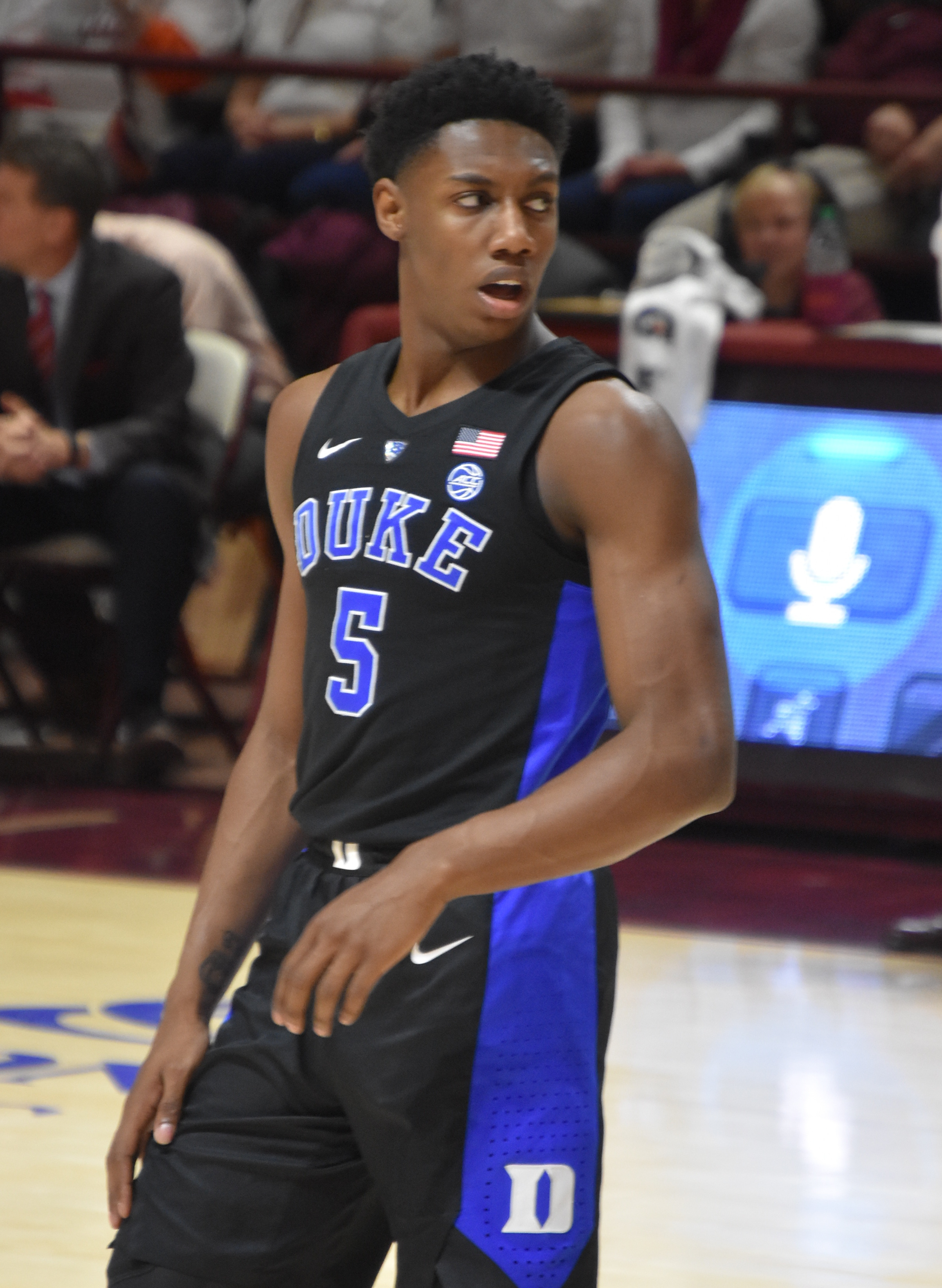
Pierwszą trójkę Draftu uzupełnił kolega Williamsona z uczelni Duke R.J. Barrett.
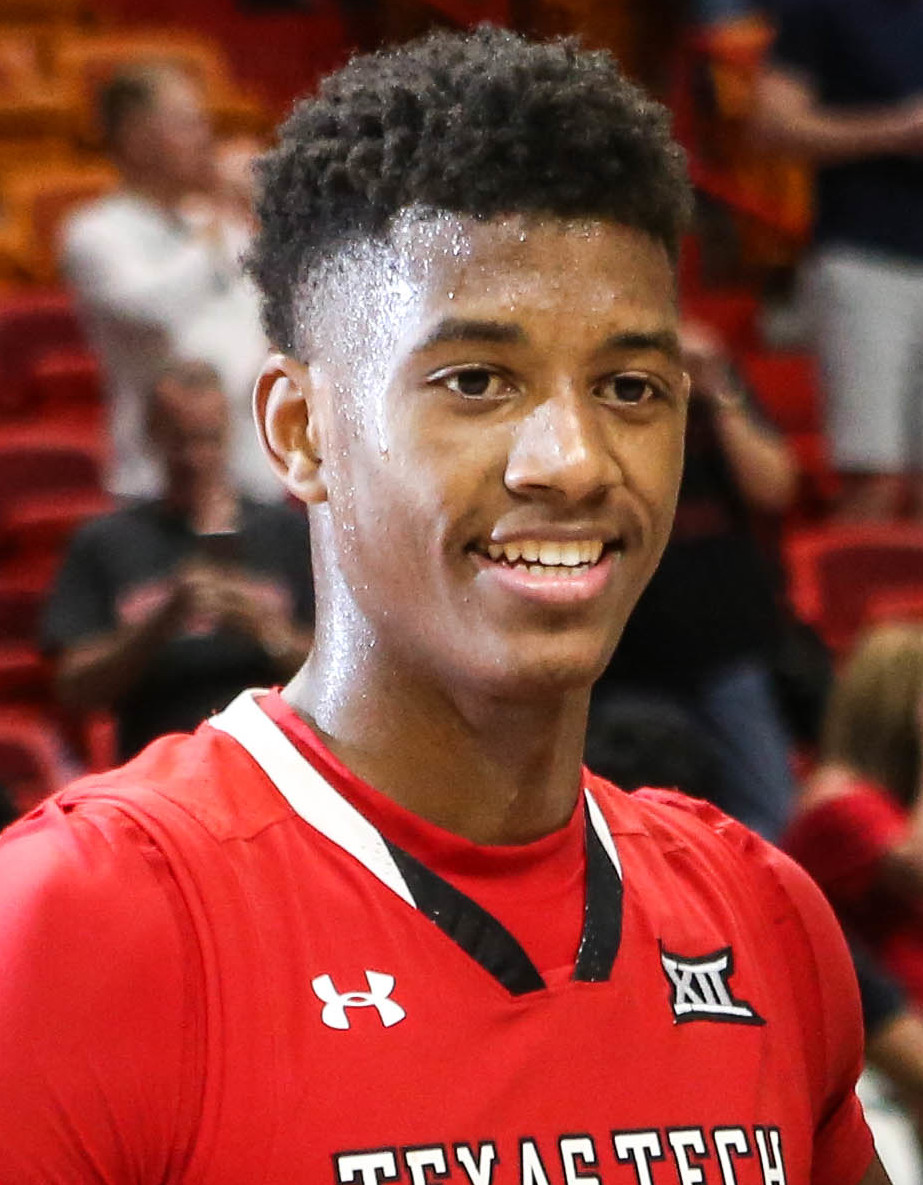
Jarrett Culver został wybrany z szóstym numerem przez Phoenix Suns i oddany do Minnesoty w zamian za Dario Sarica.
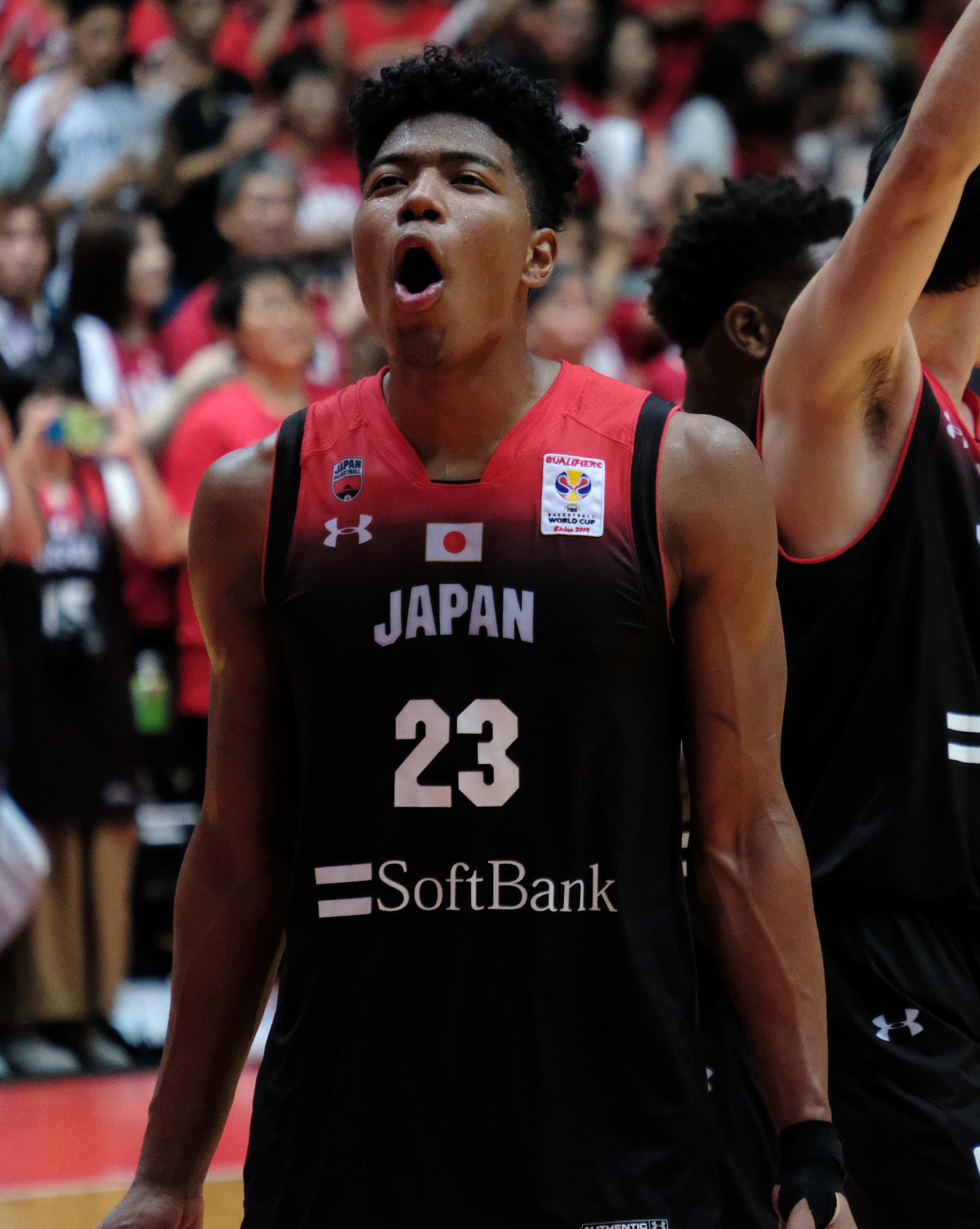
Z dziewiątym numerem przez Washington Wizards wybrany został Japończyk Rui Hachimura, stając się drugim w historii koszykarzem z Kraju Kwitnącej Wiśni, wybranym w pierwszej rundzie draftu.

## Zaproszeni uczestnicy
National Basketball Association co roku zaprasza od 15 do 20 uczestników draftu do tak zwanego „green roomu”, specjalnego pokoju w miejscu odbywania się draftu, gdzie siedzą zaproszeni zawodnicy, ich rodziny i agenci. W tym roku zostali zaproszeni następujący gracze (lista w kolejności alfabetycznej).
- Nickeil Alexander-Walker
- R.J. Barrett
- Goga Bitadze
- Bol Bol
- Brandon Clarke
- Nicolas Claxton
- Jarrett Culver
- Sekou Doumbouya
- Darius Garland
- Rui Hachimura
- Jaxson Hayes
- Tyler Herro
- De’Andre Hunter
- Keldon Johnson
- Mfiondu Kabengele
- Romeo Langford
- Nassir Little
- Ja Morant
- Kevin Porter Jr.
- Cam Reddish
- Matisse Thybulle
- P.J. Washington
- Coby White
- Zion Williamson